# Verna Felton
Verna Arline Felton, född 20 juli 1890 i Salinas, död 14 december 1966 i Los Angeles, var en amerikansk skådespelare. Hon var populär inom TV och film och var känd för att ha spelat snobbiga men även moderliga roller. Hon är mest bekant för att ha medverkat i Disneyfilmer som till exempel Dumbo, Askungen, Alice i Underlandet, Lady och Lufsen, Törnrosa och Djungelboken. Förutom Disney har hon medverkat i filmer som Örnmannen och piraterna, Duell i flammor och Utflykt i det gröna.